# Thomisus benoiti
Thomisus benoiti là một loài nhện trong họ Thomisidae.
Loài này thuộc chi Thomisus. Thomisus benoiti được miêu tả năm 1959 bởi Comellini.